# Юсуф Ердоган
Юсуф Ердоган (тур. Yusuf Erdoğan, нар. 7 серпня 1992, Испарта) — турецький футболіст, півзахисник клубу «Адана Демірспор».
Грав за молодіжну збірну Туреччини.

## Клубна кар'єра
У дорослому футболі дебютував 2009 року виступами за команду клубу «Аракліспор», в якій провів два сезони, взявши участь у 34 матчах чемпіонату. 
Своєю грою за цю команду привернув увагу представників тренерського штабу клубу «1461 Трабзон», до складу якого приєднався 2011 року. Відіграв за команду з Трабзона наступні два сезони своєї ігрової кар'єри. Більшість часу, проведеного у складі «1461 Трабзон», був основним гравцем команди.
До складу клубу головної команди Трабзона, клубу «Трабзонспор» приєднався 2013 року.

## Виступи за збірну
З 2013 року залучався до складу молодіжної збірної Туреччини. На молодіжному рівні зіграв у 9 офіційних матчах.

## Титули і досягнення
- Чемпіон Туреччини (1):

«Трабзонспор»: 2021-22
- Володар Суперкубка Туреччини (1):

«Трабзонспор»: 2022